# Chris Conley
Chris Conley (Base aerea di Adana, 25 ottobre 1992) è un ex giocatore di football americano statunitense che ha milita nel ruolo di wide receiver per 10 stagioni nella National Football League (NFL).

## Carriera

### Kansas City Chiefs
Dopo avere giocato al college a football a Georgia, Conley fu scelto nel corso del terzo giro (76º assoluto) del Draft NFL 2015 dai Kansas City Chiefs. Debuttò come professionista subentrando nella gara del primo turno contro gli Houston Texans. Nella gara del turno delle wild card dei playoff contro i Texans, Conley segnò l'unico touchdown su ricezione della sua squadra che sarebbe andata a vincere per 30-0, conquistando la prima vittoria nella post-season dal 1994. 

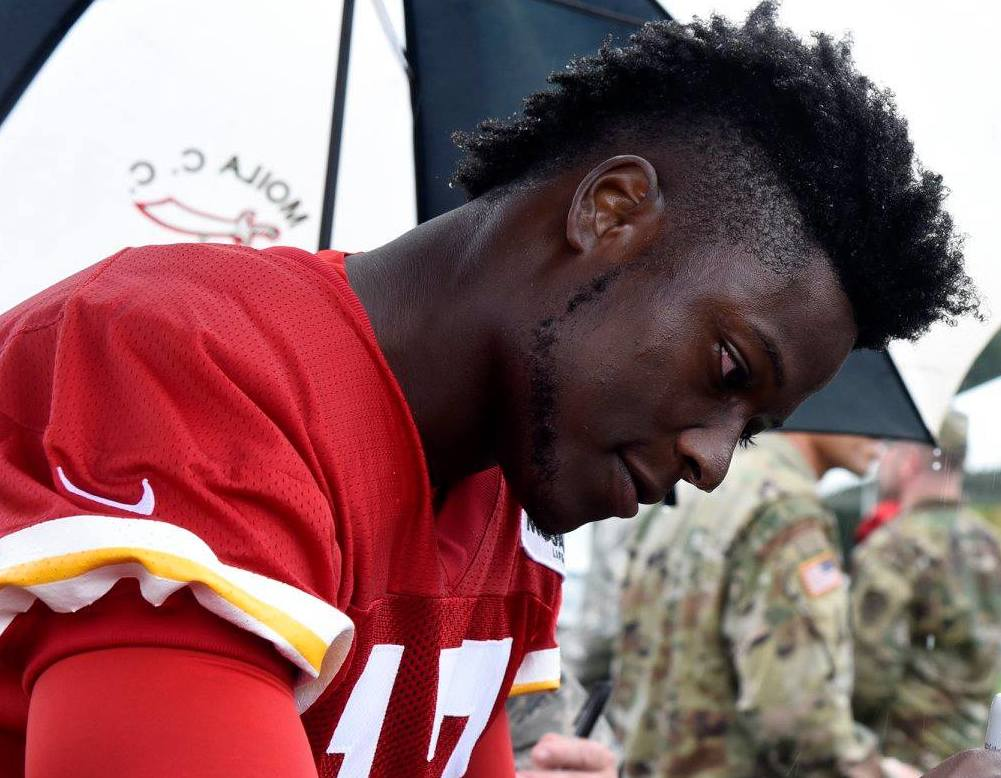
Conley nel 2018

Dopo non essere mai andato a segno nel 2016 e 2017, nel 2018, con il nuovo quarterback Patrick Mahomes, Conley segnò un nuovo primato personale di 5 touchdown.

### Jacksonville Jaguars
Nel 2019 Conley passò ai Jacksonville Jaguars.

### Houston Texans
Il 29 marzo 2021 Conley firmò un contratto di un anno con gli Houston Texans.
Il 23 marzo 2022 Conley rifirmò per un altro anno con i Texans. Il successivo 4 ottobre fu svincolato.

### Kansas City Chiefs (2° periodo)
Il 6 ottobre 2022 Conley firmò per la squadra di allenamento dei Chiefs.

### Tennessee Titans
Il 25 ottobre 2022 Conley firmò per i Tennessee Titans. In stagione fece sette presenze con i Titans, di cui una da titolare, con quattro ricezioni per 46 yard.

### San Francisco 49ers
Il 17 aprile 2023 Conley firmò per un anno con i San Francisco 49ers. In stagione fece otto presenze con 3 ricezioni per 69 yard. I 49ers raggiunsero il Super Bowl LVIII dove furono sconfitti per 22-25 dai Kansas City Chiefs, partita in cui Conley fece una ricezione per 18 yard.
Il 16 marzo 2024 Conley rifirmò con i 49ers. Giocò 15 partite, di cui una come titolare, con sei ricezioni per 76 yard.

### Ritiro
Il 7 giugno 2025, dopo dieci stagioni nella NFL, Conley annunciò il suo ritiro dal football professionistico.

## Palmarès
- National Football Conference Championship: 1

San Francisco 49ers: 2023